# Griko
Le griko ou grico (en italien grecanico ou greko) est un dialecte grec comportant des similarités avec l'italien et le salentin, parlé dans le sud de l'Italie. Les Grecs l'appellent κατωιταλιώτικα / katoitaliótika (« italien méridional »),,,,.
Contrairement au grec moderne, le griko s'écrit le plus généralement à l'aide de caractères latins.

## Domaine
Il ne subsiste que deux petites communautés parlant le griko, l'une dans les Pouilles, dans la région du Salento, l'autre en Calabre, dans la région de Bova.
Dans la Grèce salentine, où la communauté est la plus importante, l’aire de répartition du griko comprend neuf villages (Calimera, Martano, Castrignano de' Greci, Corigliano d'Otranto, Melpignano, Soleto, Sternatia, Zollino, Martignano) pour un total de 40 000 habitants dont environ 10 000 seraient locuteurs en 2017.
L'aire katoitaliótique de Calabre, où la communauté est résiduelle, est répartie sur les neuf villages de la Bovesia, ainsi que sur quatre districts de la ville de Reggio de Calabre, mais sa population est nettement inférieure et ne compterait que quelque 500 locuteurs en 2017.

## Histoire
L'origine de ces communautés a fait l'objet d'une longue controverse. Certains, comme Gerhard Rohlfs ou Anastasios Karanastasis, ont soutenu l'idée d'une continuité directe depuis les antiques colonies grecques de la Grande Grèce jusqu'à nos jours, en s'appuyant sur les différences entre griko et grec moderne, et sur l'influence latine, apparemment ancienne dans le premier. D'autres comme Oronzo Parlangèli (d)  et Giuseppe Morosi (oc) au contraire, favorisent l'idée d'une origine plus tardive, liée à l'immigration de populations hellénophones au Moyen Âge, en s'appuyant sur la ressemblance du griko avec le grec moderne, rendant ces deux langues partiellement intercompréhensibles.
Comme souvent dans ce genre de controverses, les deux hypothèses ne s’excluent pas forcément, car il a pu y avoir immigration médiévale sur un substrat local antérieur, les deux populations s’assimilant. 

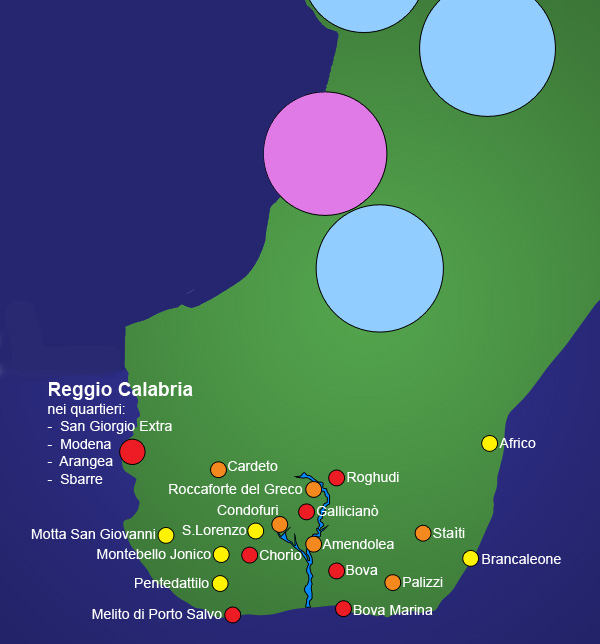
Aperçu diachronique de la diffusion du Griko calabrais : bleu : jusqu’au XVe siècle, violet : jusqu’au XVIe siècle, jaune : jusqu’au XIXe siècle, orange : jusqu’au XXe siècle, rouge : situation présente de la langue.

## Exemple
Voici un exemple de matinata (« sérénade »), une chanson populaire en griko :

### Griko
Εβώ πάντα σε 'σένα πενσέω,
γιατί 'σένα φσυχή-μου ’γαπώ,
τσχαι που πάω, που σύρνω, που στέω
στην καρδιά-μου πάντα 'σένα βαστώ.
Translittération :
Evò panta se 'sena pensèo,
jatì 'sena fsichì-mu ’gapò,
ce pu pao, pu sirno, pu steo
stin kardìa-mu panta 'sena vastò.

### Grec moderne
Εγώ πάντα εσένα σκέφτομαι,
γιατί εσένα ψυχή μου αγαπώ,
και όπου πάω, όπου σέρνομαι, όπου στέκομαι,
στην καρδιά μου πάντα εσένα βαστώ.
Translittération :
Egó pánda eséna skéftome,
yiatí eséna psichí mu agapó,
ke ópu páo, ópu sérnome, ópu stékome,
stin kardiá mu pánda eséna vastó.

### Français
Je pense toujours à toi,
parce que je t’aime, mon âme,
et où que j’aille, où que je me traîne, où que je me trouve,
je te porterai toujours dans mon cœur.